# Mezlocillina
La mezlocillina è un antibiotico penicillinico ad ampio spettro, attivo nei confronti dei batteri Gram-negativi e di alcuni Gram-positivi. A differenza della maggior parte delle penicilline ad ampio spettro questa viene escreta per via epatica, rendendola utile nel contrastare infezioni del tratto biliare.

## Farmacocinetica
La mezlocillina oltrepassa la barriera placentare.

## Meccanismo di azione
Come tutti gli antibiotici beta-lattamici la mezlocillina inibisce il terzo e ultimo stadio della biosintesi della parete cellulare, alterandone la struttura e conducendo la cellula alla lisi. La mezlocillina risulta resistente all'idrolisi da parte di molte lattamasi.